# 5900 Jensen
Az 5900 Jensen (ideiglenes jelöléssel 1986 TL) a Naprendszer kisbolygóövében található aszteroida. Poul Jensen fedezte fel 1986. október 3-án.